# 巴頓希爾斯 (密歇根州)
巴頓希爾斯（英語：Barton Hills）是位於美國密歇根州沃什特瑙縣安娜堡特設鎮區的一個村。

## 人口
根據2020年美國人口普查的數據，巴頓希爾斯的面積為1.97平方千米，當中陸地面積為1.97平方千米，而水域面積為0.00平方千米。當地共有人口316人，而人口密度為每平方千米160人。